# آشهایم
آشهایم (به آلمانی: Aschheim) یک شهر در آلمان است که در منطقه مونیخ واقع شده‌است.

## خصوصیات
آشهایم ۲۸٫۰۴ کیلومترمربع مساحت دارد ۵۱۲ متر بالاتر از سطح دریا واقع شده‌است.